# Повітовий справник

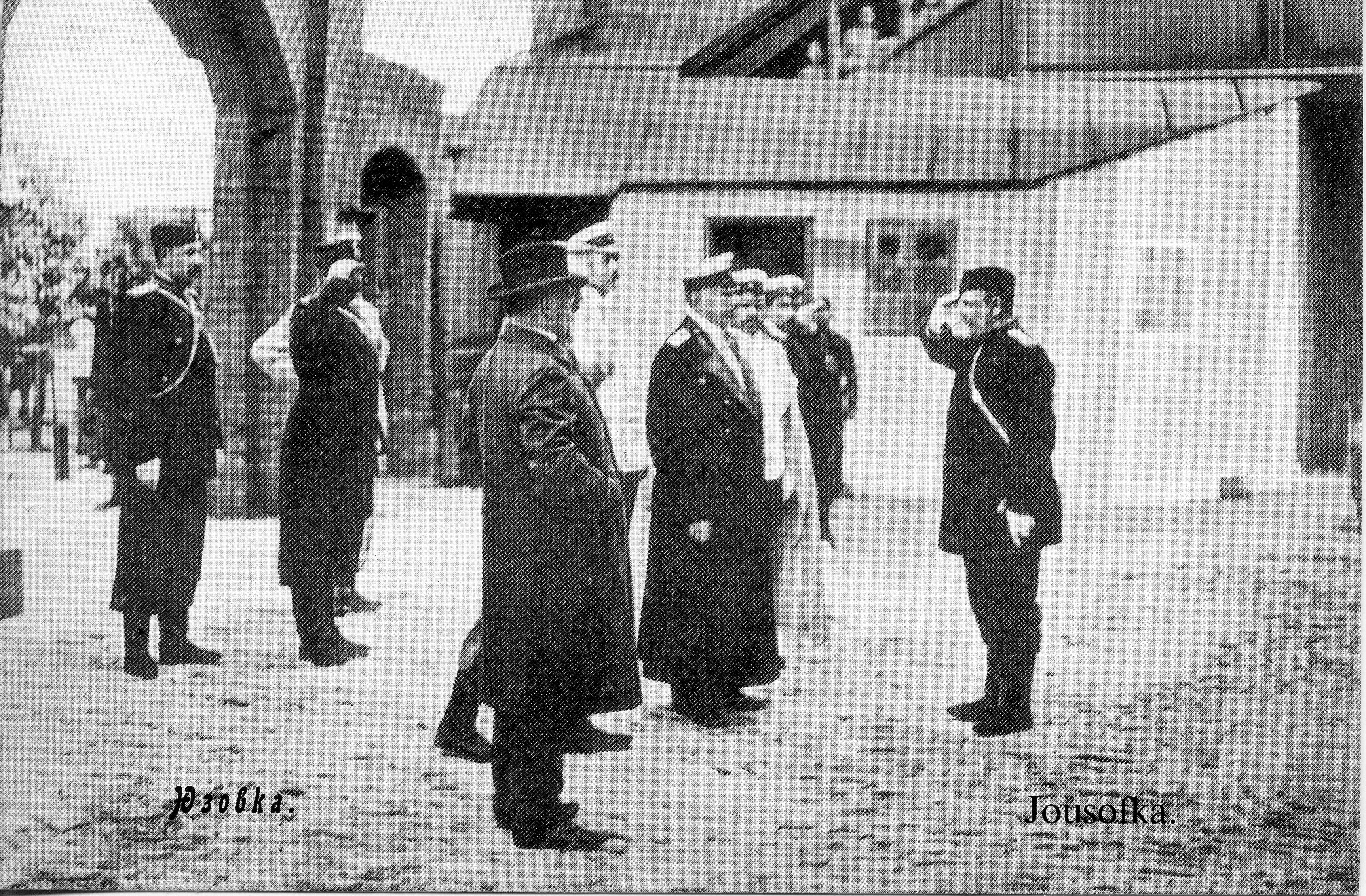
Бахмутський повітовий справник Неровня перед Катеринославським губернатором Клінбергом М.М.

Повітовий справник — керівник поліційного управління повіту у Російській імперії у 1862-1917 роках. 
З 1862 року керівництвом поліції у повітах стали займатися справники. До очолюваного справником управління зазвичай входили помічник справника, секретар, реєстратор а також столоначальники (карного та цивільного столів). Підлеглими справника були станові пристави, які відповідали за ввірені їм стани, адміністративно-поліцейські одиниці на які поділявся повіт. Кількість приставів у різних повітах був різним, залежавши від розмірів повіту та кількості його населення.
Сам повітовий справник, призначався губернатором і йому підпорядковувався.
Як представник губернатора в повіті справник, був зобов'язаний спостерігати за громадською безпекою і за правильним діловодством в повітової поліції. Влада справника поширювалася на весь повіт, за винятком губернських і деяких інших міст, що мали свою особливу поліцію.
Посада повітового справника відповідала VII класу Табелю про ранги, що відповідало цивільному чину надвірного радника, чи армійському підполковнику.